# IndyCar Series
IndyCar Series, kendt som NTT IndyCar Series af sponsormæssige årsager, er den øverste mesterskabsklasse for formelbiler i Nordamerika.

## Historie
Serien blev oprettet i 1996 under navnet Indy Racing League (IRL) af den daværende ejer af Indianapolis Motor Speedway, Tony George, med det formål at være en konkurrent til den eksisterende Championship Auto Racing Teams (CART) serie, som siden 1980'erne havde været den dominerende formelbilserie i USA. George mente, at CART var blevet for 'europæisk', og mindede for meget om Formel 1, med for mange internationle kørere og få, meget rige, dominerende hold. Han ønskede i stedet fokus på amerikanske kørere og mere traditionelle ovale baner, fremfor mere moderne baner, som var inspireret af europæiske baner.
CART gik konkurs efter 2003-sæsonen, og derfor kunne IRL skifte navn til IndyCar Series, hvilket tidligere var umuligt på grund af en varemærkestrid med CART om navnet. Det resulterede dog ikke i, at Indycar blev den dominerende serie, da tre af holdejerne fra CART valgte at skabe Champ Car World Series, som overtog CART's position.
I 2008 blev IndyCar Series og Champ Car World Series dog enige om at fusionere, og man blev også enige om at fusionere de to seriers historie og statistikker. Hermed var der nu en samlet øverste række for formelbiler i USA for første gang siden splittelsen i 1996.

## Sæsoner
| Sæson   | Kørermesterskabet    | Kørermesterskabet | Kørermesterskabet | Kørermesterskabet      | Kørermesterskabet | Kørermesterskabet | Motorproducent mesterskabet | Årets rookie        | Mest populære kører |
| Sæson   | Kører                | Alder             | Bil nr.           | Hold                   | Chassis           | Motor             | Motorproducent mesterskabet | Årets rookie        | Mest populære kører |
| ------- | -------------------- | ----------------- | ----------------- | ---------------------- | ----------------- | ----------------- | --------------------------- | ------------------- | ------------------- |
| 19961   | Scott Sharp          | 28                | 11                | A. J. Foyt Enterprises | Lola              | Ford-Cosworth     | Ikke givet                  | Ikke givet          | Ikke givet          |
| 19961   | Buzz Calkins         | 25                | 12                | Bradley Motorsports    | Reynard           | Ford-Cosworth     | Ikke givet                  | Ikke givet          | Ikke givet          |
| 1996-97 | Tony Stewart         | 26                | 2                 | Team Menard            | G-Force           | Oldsmobile        | Oldsmobile                  | Jim Guthrie         | Arie Luyendyk       |
| 1998    | Kenny Bräck          | 32                | 14                | A. J. Foyt Enterprises | Dallara           | Oldsmobile        | Oldsmobile                  | Robby Unser         | Arie Luyendyk       |
| 1999    | Greg Ray             | 33                | 2                 | Team Menard            | Dallara           | Oldsmobile        | Oldsmobile                  | Scott Harrington    | Scott Goodyear      |
| 2000    | Buddy Lazier         | 32                | 91                | Hemelgarn Racing       | Dallara           | Oldsmobile        | Oldsmobile                  | Airton Daré         | Al Unser Jr.        |
| 2001    | Sam Hornish Jr.      | 22                | 4                 | Panther Racing         | Dallara           | Oldsmobile        | Oldsmobile                  | Felipe Giaffone     | Sarah Fisher        |
| 2002    | Sam Hornish Jr. (2)  | 23                | 4                 | Panther Racing         | Dallara           | Chevrolet         | Chevrolet                   | Laurent Rédon       | Sarah Fisher        |
| 2003    | Scott Dixon          | 23                | 9                 | Chip Ganassi Racing    | G-Force           | Toyota            | Toyota                      | Dan Wheldon2        | Sarah Fisher        |
| 2004    | Tony Kanaan          | 29                | 11                | Andretti Green Racing  | Dallara           | Honda             | Honda                       | Kosuke Matsuura     | Sam Hornish Jr.     |
| 2005    | Dan Wheldon          | 27                | 26                | Andretti Green Racing  | Dallara           | Honda             | Honda                       | Danica Patrick      | Danica Patrick      |
| 20063   | Sam Hornish Jr. (3)  | 27                | 6                 | Penske Racing          | Dallara           | Honda             | Ikke givet 4                | Marco Andretti      | Danica Patrick      |
| 2007    | Dario Franchitti     | 34                | 27                | Andretti Green Racing  | Dallara           | Honda             | Ikke givet 4                | Ryan Hunter-Reay    | Danica Patrick      |
| 2008    | Scott Dixon (2)      | 28                | 9                 | Chip Ganassi Racing    | Dallara           | Honda             | Ikke givet 4                | Hideki Mutoh        | Danica Patrick      |
| 2009    | Dario Franchitti (2) | 36                | 10                | Chip Ganassi Racing    | Dallara           | Honda             | Ikke givet 4                | Felipe Giaffone     | Danica Patrick      |
| 2010    | Dario Franchitti (3) | 37                | 10                | Chip Ganassi Racing    | Dallara           | Honda             | Ikke givet 4                | Alex Lloyd          | Danica Patrick      |
| 2011    | Dario Franchitti (4) | 38                | 10                | Chip Ganassi Racing    | Dallara           | Honda             | Ikke givet 4                | James Hinchcliffe   | Dan Wheldon         |
| 2012    | Ryan Hunter-Reay     | 31                | 28                | Andretti Autosport     | Dallara           | Chevrolet         | Chevrolet                   | Simon Pagenaud      | James Hinchcliffe   |
| 2013    | Scott Dixon (3)      | 33                | 9                 | Chip Ganassi Racing    | Dallara           | Honda             | Chevrolet                   | Tristan Vautier     | Tony Kanaan         |
| 2014    | Will Power           | 33                | 12                | Team Penske            | Dallara           | Chevrolet         | Chevrolet                   | Carlos Muñoz        | Juan Pablo Montoya  |
| 20155   | Scott Dixon (4)      | 35                | 9                 | Chip Ganassi Racing    | Dallara           | Chevrolet         | Chevrolet                   | Gabby Chaves        | Justin Wilson       |
| 2016    | Simon Pagenaud       | 32                | 22                | Team Penske            | Dallara           | Chevrolet         | Chevrolet                   | Alexander Rossi     | Bryan Clauson       |
| 2017    | Josef Newgarden      | 26                | 2                 | Team Penske            | Dallara           | Chevrolet         | Chevrolet                   | Ed Jones            | Conor Daly          |
| 2018    | Scott Dixon (5)      | 38                | 9                 | Chip Ganassi Racing    | Dallara           | Honda             | Honda                       | Robert Wickens      | James Hinchcliffe   |
| 2019    | Josef Newgarden (2)  | 28                | 2                 | Team Penske            | Dallara           | Chevrolet         | Honda                       | Felix Rosenqvist    | Ikke givet          |
| 2020    | Scott Dixon (6)      | 40                | 9                 | Chip Ganassi Racing    | Dallara           | Honda             | Honda                       | Rinus VeeKay        | Alexander Rossi     |
| 2021    | Álex Palou           | 24                | 10                | Chip Ganassi Racing    | Dallara           | Honda             | Honda                       | Scott McLaughlin    | Romain Grosjean     |
| 2021    | Will Power (2)       | 41                | 12                | Team Penske            | Dallara           | Chevrolet         | Chevrolet                   | Christian Lundgaard |                     |
| Kilde:  |                      |                   |                   |                        |                   |                   |                             |                     |                     |